# Jukskei
Lo Jukskei è uno dei grandi fiumi della regione di Johannesburg, Sudafrica. 

## Caratteristiche e problemi
È largo, e troppo poco profondo per essere navigabile. È anche molto inquinato, e a volte dà origine a focolai di colera.
I suoi argini tendono a cedere, specie d'estate, quando le piogge ingrossano il fiume. Questo comporta gravi danni per i poveri della città di Alexandra che vi abitano vicino, che sono spesso costretti ad evacuare le baracche lungo gli argini in cui vivono in condizioni di sovraffollamento e scarsa igiene.